# Lipovec u Čáslavi

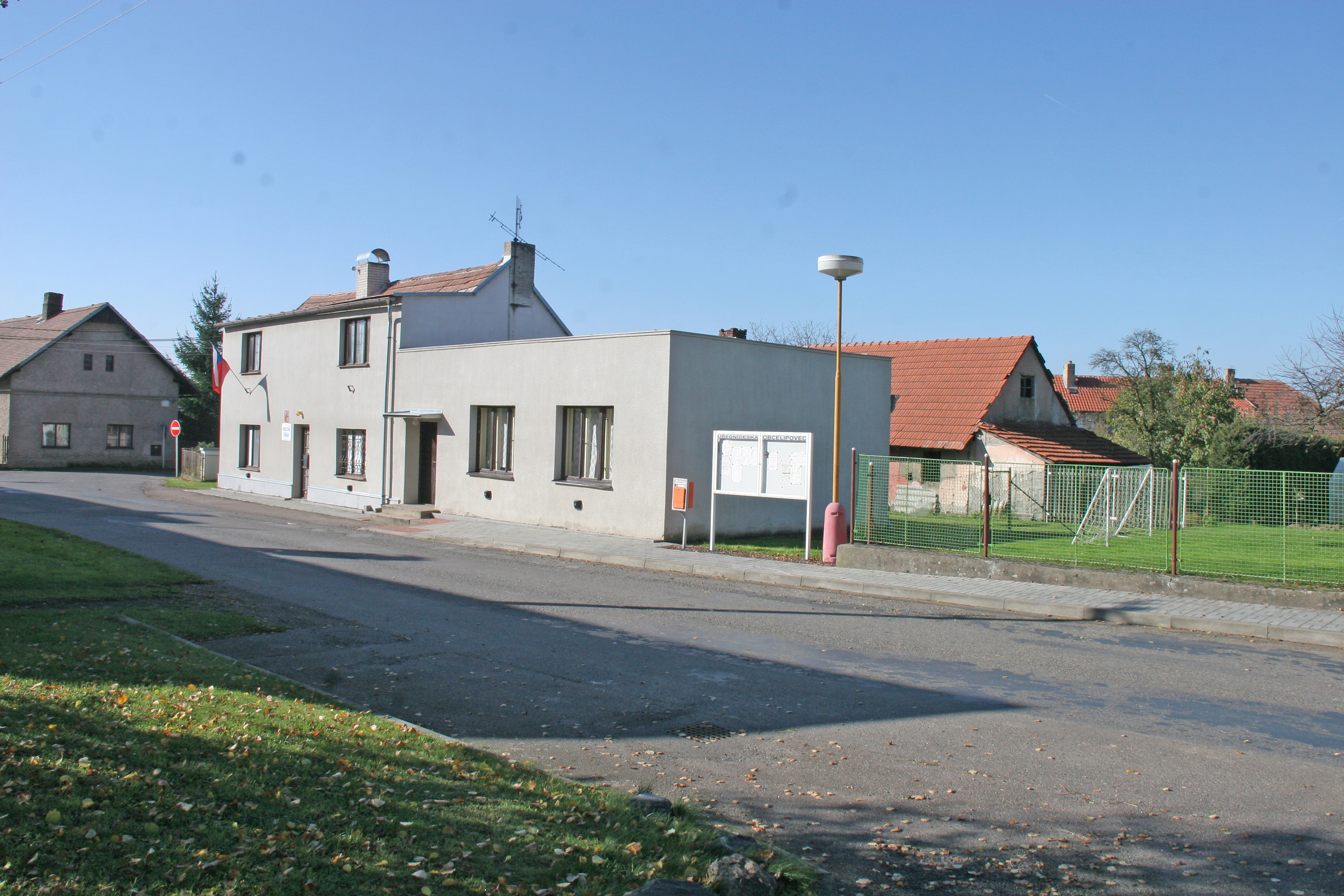
Gemeindeamt

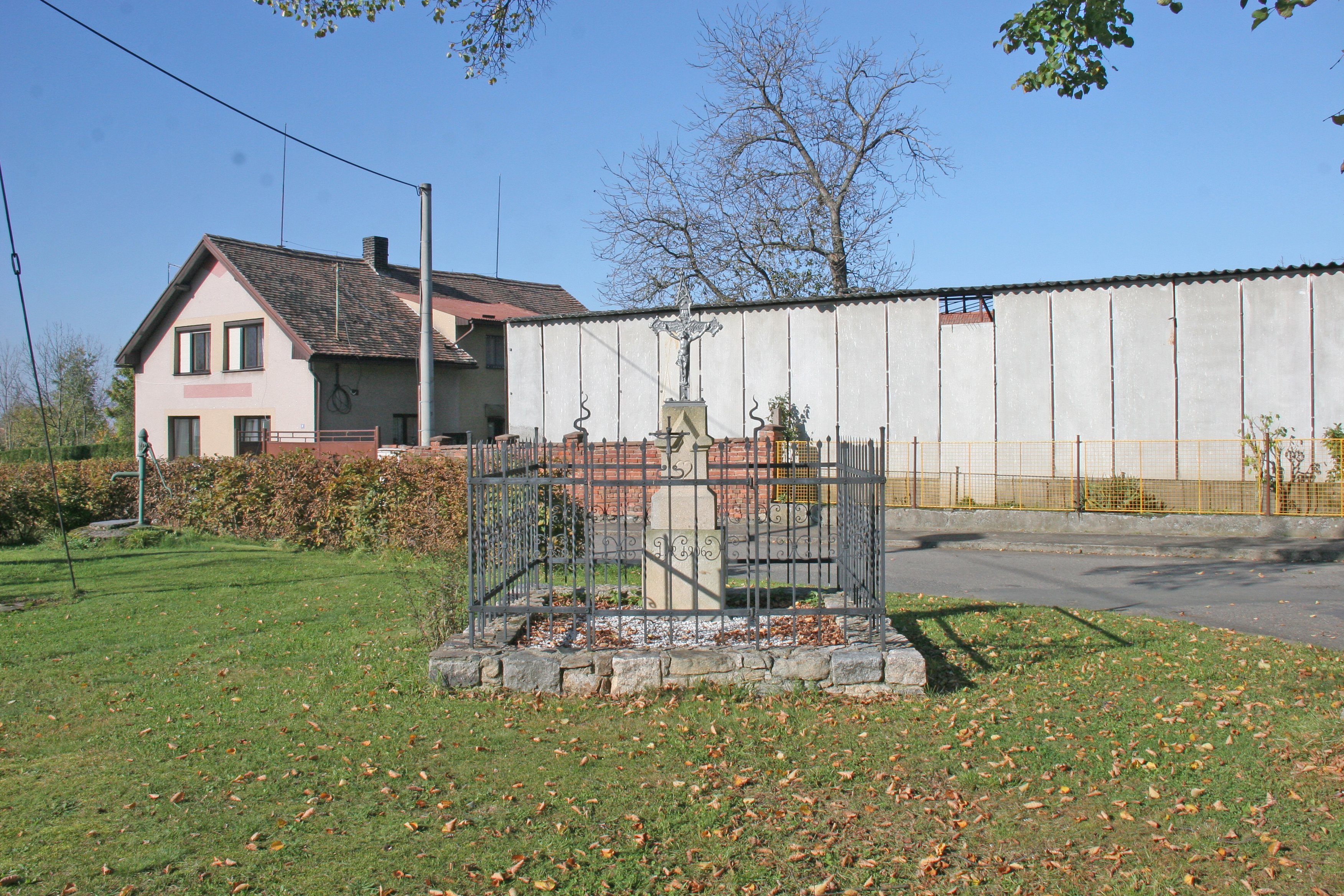
Wegkreuz in Lipovec

Lipovec (deutsch Lipowetz) ist eine Gemeinde im Okres Chrudim in Tschechien. Sie liegt elf Kilometer östlich von Čáslav.

## Geographie
Lipovec befindet sich am westlichen Fuße des Eisengebirges (Železné hory) in der Čáslavská kotlina (Czaslauer Becken). Das Dorf liegt am Rande des Landschaftsschutzgebietes CHKO Železné hory. Östlich erhebt sich die Skála (490 m n.m.), südöstlich die Krkanka (567 m n.m.).
Nachbarorte sind Podhořany u Ronova und Bílý Kámen im Norden, Březinka im Nordosten, Licoměřice im Osten, Míčov und Zbyslavec im Südosten, Žlebská Lhotka, Chybka und Tuchov im Süden, Bousov, Žleby und Vinaře im Südwesten, Vinice im Westen sowie Lovčice und Starkoč im Nordwesten.

## Geschichte
Die erste schriftliche Erwähnung von Lipovec erfolgte 1401 als Besitz des Pardus genannt Kbel von Lipovec. Östlich des Dorfes lag mit dem von der Burg Stoupec geschützten Pass von Vicemilice der passabelste Weg ins Eisengebirge, dessen eine Route zur Jezírka ins Gebirge führte. Nach dem Tode des Aleš Pardus von Lipovec und dessen Tochter Anežka fiel die Feste Lipovec mit dem Hof und dem Dorf Lipovec sowie Skryje und drei weiteren Dörfern 1483 an die Krone Böhmen heim. König Ladislaus Jagiello übertrug das erledigte Lehn daraufhin an Jan von Šelmberk und Jan Šmatlan von Močovice. Daraus entwickelte sich ein langwieriger Streit der neuen Grundherren mit Aleš Pardus Witwe Anna von Výkleky, die nach wie vor auf der Feste lebte. 1493 schlossen sie einen Vergleich mit Anna von Výkleky († 1494), mit dem das Wohnrecht und weitere Rechte geregelt wurden. Nach deren Tod 1494 verkauften Jan von Šelmberk und Jan Šmatlan das Gut zwischen 1494 und 1495 an Nikolaus d. J. Trčka von Lípa, der es der Lichtenburg zuschlug. Die Feste blieb seit dieser Zeit unbewohnt und verfiel; sie wurde 1510 letztmals als „wüste Burg“ aufgeführt. Im 17. Jahrhundert erwarben die Grafen von Thun und Hohenstein das Gut und schlossen es der Herrschaft Žehušice an.
Im Jahre 1840 bestand Lipowetz bzw. Lipowec aus 51 Häusern, in denen 329 Personen lebten. Zu Lipowetz war die weitab des Dorfes an der Daubrawa gelegene einschichtige Mühle Schmalzow (Šmolcov) inskribiert. Die südlich von Lipowetz gelegene Einschicht Chybka gehörte dagegen zu Licoměřitz in der Herrschaft Žleb. Pfarrort war Žleb.
Nach der Aufhebung der Patrimonialherrschaften bildete Lipovec eine Gemeinde im Gerichtsbezirk Časlau. Ab 1868 gehörte der Ort zum Bezirk Časlau.
Zum Ende des Zweiten Weltkrieges wurde am 26. Oktober 1944 zwischen Podhořany, Lovčice und Starkoč die erste Gruppe der in der Sowjetunion gebildeten Partisanenbrigade Mistr Jan Hus abgesetzt. Die Dörfer Lipovec und Licoměřice wurden zu den ersten Basen der Brigade Mistr Jan Hus. Nach der Verhaftung von zwei Mitgliedern der Gruppe durch die Gestapo gerieten die Bewohner beider Dörfer im Dezember 1944 ins Visier der deutschen Besatzer. Am 19. Dezember 1944 wurden Lipovec und Licoměřice von der SS und der Gendarmerie umstellt und sämtliche Männer im Alter zwischen 16 und 70 Jahren verhaftet. Die 106 Männer wurden über Čáslav und Kolín in den 4. Hof des KZ Theresienstadt verbracht, 30 von ihnen überlebten die Haft nicht oder verstarben kurz nach ihrer Befreiung an deren Folgen.
Im Zuge der Gebietsreform von 1960 wurde der Okres Čáslav aufgehoben, Lipovec wurde dem Okres Chrudim zugeordnet. 1961 erfolgte die Eingemeindung von Licoměřice. Beide Dörfer wuchsen seither zu einer geschlossenen Bebauung zusammen. Zwischen 1968 und 1982 wurde zwischen Licoměřice und Březinka Uranerz abgebaut. Im Jahre 1976 wurde Lipovec nach Ronov nad Doubravou eingemeindet. Seit dem 31. August 1990 besteht die Gemeinde Lipovec wieder. Seit 2016 führt die Gemeinde ein Wappen und Banner.

## Gemeindegliederung
Die Gemeinde Lipovec besteht aus den Ortsteilen Licoměřice (Litzomierschitz) und Lipovec (Lipowetz), die zugleich auch Katastralbezirke bilden.

## Sehenswürdigkeiten
- Gedenkstein für die während der deutschen Besatzung umgekommenen Einwohner, bei Licoměřice
- Kirche der hl. Katharina in Licoměřice
- Aussichtsturm Na Kopečku in Licoměřice
- Ehemalige Wasserfeste Lipovec, das 1483 erstmals urkundliche Bauwerk befand sich im nordwestlichen Teil des Dorfes und erlosch zum Ende des 15. Jahrhunderts. Bis zur Mitte des 18. Jahrhunderts war noch der große Teich, der den wichtigsten Teil der Befestigungsanlagen bildete, erhalten. Der ringförmige, von Wällen und Gräben umgebene Burghügel war noch bis zum Ende des 19. Jahrhunderts vorhanden. Zu Beginn des 20. Jahrhunderts wurde er im Zuge der Gestaltung des Gartens am Haus Nr. 34 größtenteils eingeebnet, erhalten blieb nur eine deutlich erkennbare Geländewelle.